# Exilisia variegata
Exilisia variegata là một loài bướm đêm thuộc phân họ Arctiinae, họ Erebidae.